# Ernst Krendlinger

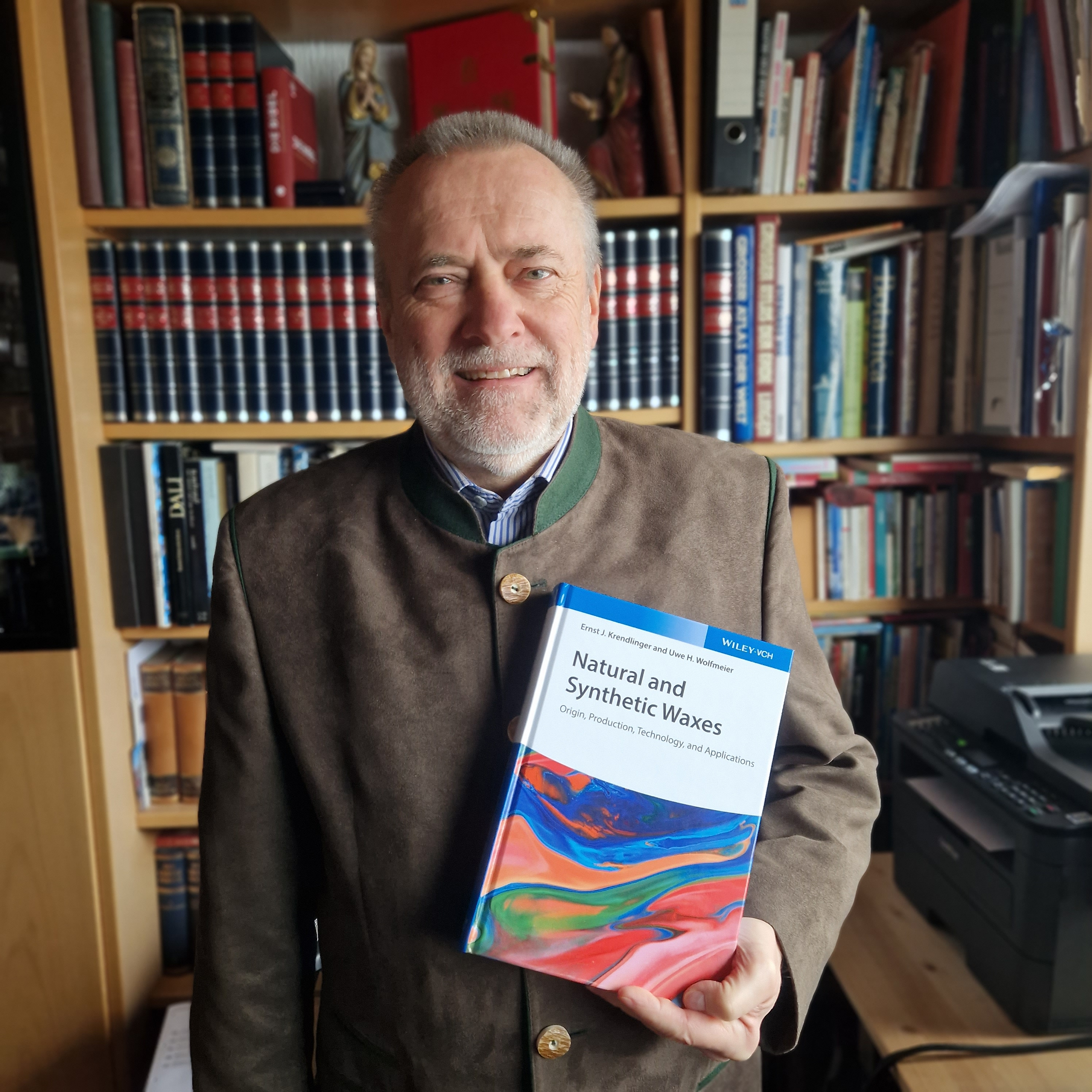
Ernst Krendlinger, 2022

Ernst Krendlinger (* 8. Oktober 1954 in Trostberg) ist ein deutscher Chemiker mit dem Spezialgebiet Wachse und ihre Verwendung. Er war Head of R&D (Chef der Forschung und Entwicklung) bei der Herstellung und Entwicklung von dem Öl- und Chemikalienbindemittel PURE in 2010.

## Leben und Wirken
Ernst Krendlinger wuchs in der Stadt Trostberg auf. Mit seiner Frau und zwei Töchtern lebt er seit 1998 in Friedberg.

### Schulischer Werdegang
Im Alter von 15 Jahren machte er eine Lehre als Chemielaborant. Am Kettelerkolleg in Mainz erlangte er sein Abitur und studierte anschließend an der Johannes-Gutenberg-Universität in Mainz. Er promovierte 1990 am Max-Planck-Institut für Polymerforschung.

### Karriere
Nach dem Studium hat er vor allem als Produkt- und Verfahrensentwickler für die Firmen Vereinigte Aluminium Werke (VAW), Lubrizol, Clariant und Deurex gearbeitet. Wachse aller Art, natürliche Wachse und synthetische Wachse in reiner oder chemisch modifizierter Form, sowie Wachsmischungen in verschiedenen Darstellungsformen – wie Pellets, Granulate oder Mikronisate sowie Wachsdispersionen und Wachsemulsionen – bilden bis heute den Schwerpunkt seiner Aktivitäten. Daraus resultieren zahlreiche praktische Anwendungen von Wachsen in unterschiedlichen Industriezweigen. Hervorzuheben sind Arbeiten zu Zuckerrohrwachsen, die eine besondere Rolle bei der Ablösung fossiler oder erdölbasierender Wachse spielen, sowie der Bau einer Produktionsanlage von 2000 tausend Tonnen Zuckerrohrwachs jährlich in Indien zusammen mit der Firma Somaiya Group bzw. Godavari Biorefineries Ltd.
Neben den vielen Publikationen wurden ihm über 20 Patente erteilt, die sich schwerpunktmäßig immer mit technischen Anwendungen für Wachse befassen. Unter anderem beschäftigen sich manche mit der Blutdrucksenkung und Cholesterinsenkung mit Montanwachsen und oberflächenmodifizierten Nanopartikel aus Aluminiumoxid sowie Mitteln mit positiver Beeinflussung auf Alzheimer-Krankheit und/oder zur Alzheimerprophylaxe.
Von 2004 bis 2007 hat Ernst Krendlinger zusammen mit M. Neumaier die cholesterinsenkende Wirkung der Policosanol aus Zuckerrohrwachs übertragen auf Montanwachse, da diese eine sehr ähnliche chemische Struktur aufweisen. Die Patente dazu wurden von Herr Krendlinger im Namen der Firma Clariant verfasst. Clariant wollte, wenn das Montanwachs als Cholesterinsenker einsetzbar ist, damit auf den Markt gehen. Herr Krendlinger fand heraus, dass das Policosanol aus dem Zuckerrohrwachs und aus dem Montanwachs in etwa gleich gut sind und ebenfalls zum Zweck der Senkung des Cholesterinspiegels genutzt werden können.
2010 entstand aus Zufall, in der Firma DEUREX, – in der er zu dieser Zeit arbeitete – ein Wachs mit einer watteähnlichen Konsistenz. Herr Krendlinger testete die Watte und fand die herausragende Eigenschaft der Hydrophobie und Lipophilie. Was bedeutet, es absorbiert Öl und stößt Wasser ab. Da es bis dahin nichts Vergleichbares gab, wurde weiter daran geforscht. Die von ihm verfassten Patente über das Öl- und Chemikalienbindemittel DEUREX PURE wurden von ihm über die Firma Deurex AG angemeldet, wofür er 2017, im Namen der Firma, in Venedig den Europäischen Erfinderpreis, der vom Europäischen Patentamt verliehen wird, überreicht bekommen hat. Im Jahr 2016 wurde Krendlinger von ProSieben zur „Zauberwatte“ PURE interviewt und 2017 stellte er es in München beim TedTalk TedxMunich vor und wurde vom BR24 zum Erfinderpreis interviewt. Die Watte wird für viele verschiedene Zwecke benutzt. Unter anderem in Afrika, zur Reinigung von Ölverschmutzungen im Niger Delta, aber auch in ganz Europa wird PURE von Feuerwehren und Technischen Hilfswerken eingesetzt, sowie z. B. beim bauen von Windkraftanlagen, um das Öl der Turbine aufzufangen und Ölschaden einzudämmen, während Wasser ungehindert abfließen kann oder in Gewässern die eine Ölverschmutzung erlitten, um das Öl hinauszufiltern ohne dem Gewässer zu schaden. Neben der Firma Deurex wird das Chemikalien- und Ölbindemittel Pure heute auch von der Firma UPSG mbH in Aschau unter dem Namen Zauberwatte und der Firma Herbach vertrieben.
Seit 2020 ist er als unabhängiger Berater für Wachse und Pigmente tätig, hält verschiedene Präsentationen und Schulungen zu Wachs und gibt so sein Wissen weiter. Hierfür gründete er die Firma Dr. K Wachs INTELLIGENCE.
Ebenso gründete er mit Patric Bauer die EPW GmbH, um das gemeinsame Wachsgeschäft auszubauen. Nebenbei arbeitet er mit der Firma Luxchem, Patric Bauer e.K., im Bereich Pigmentfarben, fettlösliche Farbstoffe und Wachse zusammen.
Da die Rohstoffbasis seiner Entwicklungstätigkeiten immer mit Wachsen zu tun hatte, schrieb er 2015 den Wachsteil der Ulmanns Enzyklopädie und 2023 den der Kirk-Othmer Encyclopedia of Chemical Technology für den Wiley Verlag. Zusammen mit Uwe Wolfmeier schrieb er 2022 das Buch „Natural and Synthetic Waxes“ in dem auf über 700 Seiten alle Facetten der Wachse für technische Anwendungen betrachtet und detailliert beschrieben werden.

## Publikationen

### Monografien
- Morphologische und strukturelle Untersuchungen an Fasern aus Polyphenylenterephthalamid (PPTA) und an Modellverbindungen. Mainz 1990 (Dissertation)[15]
- Waxes – Ullmann's Encyclopedia of Industrial Chemistry – Waxes – Krendlinger et. all First published: 26 November 2015. ISBN 978-3-527-30673-2[12]
- Natural and synthetic waxes: origin, production, technology, and applications. Krendlinger, Ernst J. / Wolfmeier, Uwe H. 1. Auflage. Wiley-VCH, Weinheim, November 2022. ISBN 978-3-527-34222-8[14]
- Kirk-Othmer Encyclopedia of Chemical Technology – Waxes – Krendlinger, Wiley, 2023 ISBN 978-0-471-48494-3[13]

### Aufsätze / Publikationen
- New Reactive Waxes in Coatings Ernst Krendlinger, E. Artigas, Pitture e Vernici – European Coatings 12–13 / 2003.
- Wachse im technischen Einsatz, Heinrichs, Krendlinger SÖFW – Journal Chemische Spezialitäten, 126, Jahrgang 10 – 2000, Seite 108–115.
- Body and tone your paints with additives, Krendlinger, PPCJ August 1999, Seite 21–22.
- UV-aktive Holzlacke, Krendlinger, Gbriale Sluiter Fa. Clariant, Holger Endres Fa. Cognis Düsseldorf, CHManager 21, / 2001.
- Waxes as additives in powder coatings, Krendlinger Clariant, Heinrichs Clariant, Michaelis, Solutions; Verfkroniek, Juni 2001.
- Ceras como aditivo para lacas pulverizadas, Krendlinger Clariant, Heinrichs Clariant, Michaelis Solutions, Inpra Latina, Vol. 5, No.5, Septiembre 2000.
- Via libre sobre asfalto de monomer modificado; Heiling, Ehrhardt, Heinrichs, Krendlinger Clariant, Inpra Latina, Vol.7 No. 6 Octubre 2002.
- UV –active waxes for Wood Coating systems, Krendlinger Claraint, Ehrhardt Clariant, Heinrichs Clariant, Endres Cognis, ECJ – European Coatings Journal, 5 2002.
- Performance enhancers, Krendlinger, Heinrichs Clariant, Michaelis Solutions, PPCJ Vol. 191 No 4437 February 2001.
- Die Haut formulierungssicher schützen, Krendlinger, Heinrichs Clariant, Michaelis solutions, Parfümerie und Kosmetik, Nr. 9/99.
- Gut gewachst rollt besser, Heiling, Krendlinger, Asphalt Heft 4 / 2003.
- Aditivos para lecas: Vision General, Ernst Krendlinger, Heike Michaelis, Pinturas y Acabados Industriales, Pecubrimientos Organicos y Metalicos, No. 257 / enero – Febrero 2000 – Volumen XLII S. 33–35.
- Vielseitig und unverzichtbar, Wachse und ihre Einsatzmöglichkeiten in Beschichtungsanwendungen, Krendlinger, Heinrichs, CHManager / / 2001.
- UV – aktive Wachse in strahlenhärtbaren Lacken, Krendlinger, Ehrhardt, Jot. Nr. 5, Mai 2003.
- Pulverlacke im neuen Jahrtausend, Krendlinger, Nowicki, Welt der Farben Januar 2002.
- From A for Automobile to Z for Zest Coating – Waxes – Properties Profile and Application, Krendlinger et al., Chimia 56 (2002) 210 – 215, Schweizerische Chemische Gesellschaft ISSN 0009-4293.
- Zuckerrohrwachs als neues, nachhaltiges Wachsadditiv, Hufschmid, Micklich, Krendlinger, Welt der Farben 7+8_2014.
- Zuckerrohrwachs als nachhaltiges und nachwachsendes Additiv; Krendlinger et. all. JOT, 8, Seite 38–39, 2014.
- Der Erfinder der Zauberwatte; Krendlinger – Einer von uns, Kompakt Nr. 12, Dez. 2016.
- Aktuell, Technology Review, Stefan Ruzas, Februar 2017.